# ヤス・ウラノ
ヤス・ウラノ（1976年2月19日 - ）は、日本の男性プロレスラー。身長172cm、体重87kg。埼玉県所沢市出身。フリーランス。血液型O型。

## 経歴
- 学生時代は日本大学文理学部文理レスリング連盟に所属し、「ソクラテス浦野」というリングネームで学生プロレスラーとして活動していた。大家健は日大の後輩。
- プエルトリコに渡りKAIENTAI DOJOの一期生として練習を積んだ。
- 2000年
  - 11月19日、Hi69を相手にデビュー。他の選手にさきがけて帰国しFMWや全日本プロレスに参戦していた。
- 2002年
  - 4月20日、KAIENTAI DOJO旗揚げに参加。
- 2003年
  - 5月24日、UWA世界ミドル級王座を獲得した。
- 2004年
  - バジリスクメンバーとして小幡優作を襲撃したり、ときわ苑集会に乱入したり、山縣優に接吻しまっくたりと悪の限りを尽くす。
- 2005年
  - JOEのハンサムぶりに目を付け、引き立て役に。
- 2006年
  - 11月14日に開催されたGPWA興行にバジリスクのメンバーで出場した。
  - 12月31日に開催されたインディーサミットに出場した。
- 2007年
  - 5月19日、WMFに参戦しミスター雁之助、藤田峰雄らと共にKHM結成。以降ユニットの主要メンバーとしてレギュラー参戦。
  - 6月8日、KAIENTAI DOJOを退団すると発表。7月8日の大会まで参戦。
  - 7月5日、ミスター雁之助自主興行「鬼神道」に、KHM総帥・藤田のセコンドとして参加。
  - 7月9日、DDTに新木場大会よりシリーズ参戦。
  - 8月8日、サムライTVの番組でDDTテックの社員（レスラーとしての立場は依然としてフリーのまま）になったことが明らかになった。
- 2008年
  - 2月3日、DDT後楽園ホール大会のKO-D無差別級選手権次期挑戦者決定ロイヤルランブルで優勝。3月9日に現王者であり旧友であるHARASHIMAとタイトル戦を行うことが決定。
  - 3月29日（深夜興行だったので正確には30日）DDT新木場大会で、男色ディーノからアイアンマンヘビーメタルのベルトを奪取。
  - 5月6日、後楽園ホールで行われたマッスルハウス6に参戦。自分に恨みを持つ（と後輩の大家健から紹介された）日大の現役学生プロレスラー数名と、各1分という短い時間ながら対戦した。
  - 7月18日に自身初の自主興行「ヤスうけあい」を開催。
  - 8月7日DDT戦うビアガーデンにて、タッグパートナーであるKUDOと二人でプロデューサーを任される。内容は、古巣の盟友MIYAWAKIを同じく親交の深いKUDOや矢郷良明と共にイジり倒す（MIYAWAKI自身は感謝の意を述べた）ものだった。
  - 10月13日DDT札幌天下三分の計メインイベントで、「This is KAIENTAIルール」のレフェリーとして登場。RAVEカラーのK-DOJOジャージを着て90秒間試合を裁いた。
  - 10月26日のDDT新宿FACE大会で姿を見せた謎のイタリア人、「PIZAみちのく」になぜか激しく反応。高梨将弘率いる反乱軍のメンバー「反乱ソクラテス」として、DDTマットでイタリアンフォーホースメンとの抗争を開始。しかし抗争の決着が付かぬまま、11月30日DDT後楽園大会で「もうやりたくない」とこの抗争からの離脱を宣言。以来イタリア軍絡みのカードは組まれていない。
  - 12月22日に二回目の自主興行「ヤスみじかん」を開催。
- 2009年
  - 1月3日のマッスルハウス7に出場。自主興行にて対戦した澤宗紀とタッグを結成し、ワンデイトーナメントに参戦した。（ちなみに当初予定されていた、大家健との「日大殺法コンビ」はストーリーの展開上ご破算になっている。）
  - 1月16日にDDTとの契約更改にて正式に入団契約。2月よりDDT所属選手となることが決まった。
  - 8月23日、DDT両国国技館大会のKO-Dタッグ選手権4WAYマッチにKUDOとのタッグで参戦。ここでも「PIZAみちのく」になぜか激しく反応。いつのまにか入手したイタリアンパウダーでPIZAの視界を奪うとそのまま首固めでKO-Dタッグを奪取した。これ以降、2010年1月現在で5度の防衛に成功している。
- 2010年
  - 10月15日、プロレスリング・ノアの日テレ杯争奪ジュニアヘビー級タッグリーグ戦に初参戦。初日、小川良成からフォールを奪う大金星を獲得した（タッグパートナーはディック東郷）。
- 2014年
  - 自主興行「部屋とバンダナと私」を開催。火野裕士とメインでシングルで対戦。タンクトップを脱いで戦うも敗北。
- 2015年
  - 自主興行「ヤス大サーカス2015」を開催。同期のHi69とタッグを組みHARASHIMA&アントーニオ本多を相手に対戦するも敗北。試合後には参戦した選手に一人ずつ感謝の言葉を述べるが福田洋にのみ「なにもない」と突き離した。
- 2017年
  - 石井慧介の持つ世界ジュニアヘビー級王座に挑戦するも敗北。
  - 4月末に5月28日のDDT後楽園ホール大会をもってフリーに転向することを発表。ラストマッチではスマイルスカッシュのメンバーと組む予定であったが、高山善廣の欠場前まで保持していた「いつでもどこでも挑戦権」をウラノが獲得したため、ラストマッチで竹下幸之介の持つKO-D無差別級王座に挑戦。
  - 5月28日、竹下の持つ無差別級に挑戦するも敗北。フリー転向後はプロレスリングBASARAにレギュラー参戦。

## 得意技
KAIENTAI DOJO出身者ならではの1点集中攻撃、多彩な丸め込み技、反則などインサイドワークに長けたレスラーで相手の攻撃を受けつつ、一瞬の隙をついて勝利する職人的な試合展開が特徴。しかし、本人は自信をもって得意と言える技はないと公言しており週刊プロレスの選手名鑑などのプロフィールにある得意技の項目に技の名前は1つも書かれていない。
ツームストーンパイルドライバー
ヤスのフィニッシュ・ホールド。胴を抱えて反転させる仕掛け方で、落とす際に軽くジャンプする。
クロスアームカナディアンボム
大一番で使う奥の手。
裏羽根折り固め
雪崩式フランケンシュタイナー
シルバーブレット
ディック東郷のものと同型。
低空ドロップキック
超高角度ミサイルキック
急所蹴り
ヤスアタック
ヤスパック
キドクラッチと同型。
各種クイック
スクールボーイ、スモール・パッケージ・ホールドなど
ヤスクラッチ
後方回転式の羽根折り固め。
クロスフィックス
チョークスリーパー
「チョークスリーパー」と高らかに叫んで首を絞める。
形はスリーパーホールドだがチョークスリーパーと宣言したため反則カウントを取られ、文句を言う。
相手の耳元で大声で叫ぶ

## タイトル歴
KAIENTAI DOJO
- STRONGEST-K TAG王座

K-AWARD
- 年間最高試合賞（タッグマッチ部門）

DDTプロレスリング
- KO-Dタッグ王座
- KO-D6人タッグ王座
- アイアンマンヘビーメタル級王座
- 自由が丘広小路会認定6人タッグ王座

プロレスリングBASARA
- IRON FIST TAG王座
- UWA世界6人タッグ王座

プロフェッショナルレスリングJUST TAP OUT
- 第5代KING of JTO

その他
- UWA世界ミドル級王座
- UWA世界タッグ王座
- インディペンデントワールド世界ジュニアヘビー級王座

## 入場テーマ曲
- 初代:「GLEAM」（MAKIKO）※キングレコード「KAIENTAI DOJO」に収録
- 二代目:「GIZEN」（A1-joko）※キングレコード「KAIENTAI DOJO 2」に収録

## エピソード
- 一時期、ケンドー・カシンの命令で派手なコスチュームにしていた。
- 以前はリング設営の仕事をしていた。DDTのリングを作った時にレスラーに憧れ、いつかDDTのリングに上がりたいと思っていた。
- DDT所属のKUDO、三和太、大家健（ユニオン）らは共に日大文理学部の後輩にあたる。
- DDTテック社員としては初日にやらされたビデオの整理（S-ARENA内インタビュー）やマッスルハウス5の手伝いを行った程度で、出勤もしておらず、給料も貰っていない。
- 新北京プロレスに「安浦野」（アン・プーイェ）という風貌の似た選手が参戦しているが、両者の関係は定かではない。
- マッスルのDVD『マッスル・ヒストリー vol.9』に収録されているインタビューで、左耳の聴力が無いことを明かした（ただし、本人のブログでは三年前に公表している）。
- 週刊プロレスの鈴木健記者が生み出した、ウラノの試合巧者ぶりを評した造語“ヤスティクス”が浸透しつつある。
- 実況では「リング上の哲学者」と呼ばれることもある。
- アントーニオ本多が一度バンダナの小太りと呼んでいた。
- 大舞台ではタンクトップを試合中に脱ぐこともある。
- 2015年ニコニコ超会議のプロレスステージにおけるスーパー・ササダンゴ・マシンの煽りパワポにて、所沢市の実家の住所が番地まですべて公開された。
- 試合以外で写真を撮られたりSNSへアップされるのが嫌い。

## テレビ出演
- プロレスKING（GAORA）
- THIS IS KAIENTAI DOJO（GAORA）